# Läkemedelsbolag
Ett läkemedelsbolag är ett företag som utvecklar, tillverkar eller handlar med läkemedel. Många läkemedelsföretag som är verksamma idag grundades under 1800- och 1900-talen och viktiga upptäckter gjordes under 1920- och 1930-talen såsom insulin och penicillin.